# Artur Quintana i Font
Artur Quintana i Font (Barcelona, 1936) es un filólogo catalán. Es miembro correspondiente de la Sección Filológica de l'Institut d'Estudis Catalans, miembro del Consello Asesor del Consello d'a Fabla aragonesa, y presidente de Iniciativa Cultural de la Franja.
Estudió romanistica y germanística en Barcelona y Colonia. Fue lector de catalán y castellano en Cardiff y en Friburgo de Brisgovia. Realizó su tesis doctoral en Barcelona sobre el habla de La Codonyera. Ha publicado bastantes artículos sobre el aragonés, alemán y occitano.
Entre los artículos destacan: "El aragonés residual del bajo valle del Mezquín" (1976), "El lèxic de la Codonyera" (1977), "La poesía d'Hèctor B. Moret" (1998), "La literatura aragonesa en catalán" (1990), "Dos projectes per recollir la literatura popular catalana a la Franja" (1993), "Encara mes capcirs: els parlars orientals de Sarró (Baixa Ribagorça Occidental)" (1993), "Chenesis y desembolicamiento de l'aragonés común" (1999), "Bellas considerazions sobre ro prozeso de normatibizazión de l'aragonés" (2002), "Manuscrits del Consell de les Paüls (1637-1667)" (2005), "Les llengües de la documentació de l'Arxiu del Consell de les Paüls d'Isàvena del 1546 al 1667" (2007), "La lengua catalana en el Bajo Aragón" (2008), "L'aportació dels romanistes alemanys als estudis de lingüística contrastiva del català amb altres llengües" (2009) o "A fabla de Sercué en a formazión de l'aragonés común" (2009).